# Apollonias madagascariensis
Apollonias madagascariensis (Аполонія мадагаскарська) — вид вічнозелених квіткових рослин роду аполонія (Apollonias) родини лаврових (Lauraceae).

## Опис

Ілюстрація Apollonias madagascariensis з ботанічної книги

Кора червоного кольору. Листки чергові, довгасто зворотноланцеві, лопатчасті (довжиною 5–12 см, шириною 1,5–4 см), шкірясті з тупою вершиною, (черешки завдовжки 10–24 мм). Квітки жовтувато-білі, майже кулясті, овальної форми, пелюстки запушені (завдовжки 1–2 мм), зав'язь гола, куляста, згрупована в волоті з яйцеподібними приквітками, листяні і злегка запушені (завдовжки 1–2 мм).

## Поширення
Зростає на території Мадагаскару, так як і деякі інші види Аполонії.